# عبد الله المعجل
عبد الله المعجل، كاتب وأستاذ جامعي سعودي. ولد في السعودية. هو نائبًا لرئيس جامعة الملك عبد الله للعلوم والتقنية للتنمية الجامعية. وقد تولى مهام منصبه في ديسمبر 2009 وهو مسؤول أمام نائب الرئيس التنفيذي، للشؤون الإدارية والمالية مباشرة.

## السيرة الذاتية
ولد عبد الله بن إبراهيم المعجل، كاتب وأستاذ جامعي سعودي. ولد في السعودية. هو نائبًا لرئيس جامعة الملك عبد الله للعلوم والتقنية للتنمية الجامعية. وقد تولى مهام منصبه في ديسمبر 2009 وهو مسؤول أمام نائب الرئيس التنفيذي، للشؤون الإدارية والمالية مباشرة. عبد الله المعجل مهندس وأستاذ جامعي وله أحد عشر عامًا من الخبرة عمل فيها سفيرًا ثقافيًا ومديرًا للطلبة الدوليين. وقد قام بالتدريس في جامعة الملك فهد للبترول والمعادن في الظهران، المملكة العربية السعودية، حيث شغل منصب أستاذ مشارك في هندسة الحاسب الآلي. وكان قبل ذلك يشغل منصب رئيس القسم.
انضم المعجل إلى جامعة الملك عبد الله قادمًا من وزارة التعليم العالي في المملكة العربية السعودية، حيث عمل ثماني سنوات في منصب وكيل الوزارة للعلاقات الثقافية، وخلال عمله في هذا المنصب، تولى تنظيم العلاقات العلمية والثقافية بين الجامعات والمؤسسات السعودية، بما في ذلك أبرز معارض وأسواق الكتاب الدولية. وبالإضافة إلى ذلك كان هو المشرف العام على برنامج منح الملك عبد الله الدراسية. كما تولى المعجل إدارة عشرات البعثات والملحقيات الثقافية للمملكة العربية السعودية في الخارج والتي تشرف على شؤون الطلاب السعوديين في الخارج.
حصل المعجل على درجة الدكتوراه في هندسة وعلوم الحاسب الآلي من جامعة جورج واشنطن (1997)، الولايات المتحدة الأمريكية، حيث تخصص في هندسة وتصميم بنية وبرامج الحاسب الآلي، وحصلت أطروحته على دعم جزئي من مركز التميز في علوم بيانات ومعلومات الفضاء في مركز غودارد لرحلات الفضاء التابع لوكالة ناسا. ويحمل المعجل درجة ماجستير العلوم في علوم الحاسب الآلي من جامعة دنفر (1991)، في كولورادو، الولايات المتحدة الأمريكية، وبكالوريوس العلوم في هندسة الحاسب الآلي من جامعة الملك سعود (1987) في المملكة العربية السعودية. وكان عالم أبحاث زائرًا في مختبر الحوسبة الموازية المتقدمة في جامعة جورج واشنطن (مايو 1997 - يونيه 1998).
نشر أكثر من 40 ورقة بحث وتقرير بحث تقني في المجلات العلمية، وقدم أكثر من 80 عرضًا تقنيًا ومهنيًا، ومحاضرات، وحلقات دراسية ودعي للحديث في العديد من المؤتمرات والندوات وحلقات العمل والمنتديات الدولية والإقليمية المرموقة. واهتماماته البحثية تماثل مجالات أبحاث جامعة الملك عبد الله، وتشمل الحوسبة عالية الأداء، والمعالجة والتصميمات المتوازية، وتقييم الأداء وتحديد خصائص حمل العمل، التحدي الكبير لمشاكل الأجرام السماوية، نظم المعلومات فيما بين التخصصات المختلفة، نظم قواعد البيانات متعددة الوسائط الذكية، وحوسبة شبكة الإنترنت، وتطبيقات وتقنيات الحكومة الإلكترونية. وقد شارك مشاركة فعالة في كثير من المبادرات المشتركة بين المؤسسة الوطنية الأمريكية للعلوم ووكالة الفضاء ناسا بشأن مشاريع التقييم تحت رعاية برنامج وكالة ناسا للحوسبة عالية الأداء والاتصالات.
في أحد الجهود البحثية، قام الدكتور المعجل بتقييم أداء وتصميم بنية الحواسيب الفائقة المتوازية مثل كراي تي3دي و سي90، وإنتل باراغون، وآي بي إم إس بي- 2، والماكينات المفكرة سي إم - 5. وكان مساعد أبحاث في مركز التميز في علوم بيانات ومعلومات الفضاء، وفي مركز غودارد لرحلات الفضاء التابع لوكالة ناسا (1993 -1997). نال الدكتور المعجل العديد من جوائز التكريم من الأوساط الأكاديمية والعلمية تشمل جائزة علمية من مركز التميز في علوم بيانات ومعلومات الفضاء في مركز غودارد لرحلات الفضاء التابع لوكالة ناسا. وهو زميل في مدرسة جون كينيدى للحكم بجامعة هارفارد، والحلقة الدراسية العالمية في سالزبورغ، ومركز الملك فيصل للبحوث والدراسات الإسلامية. وهو أيضًا عضو معهد مهندسي الكهرباء والإلكترونيات، وجمعية الحاسبات الآلية بمعهد مهندسي الكهرباء والإلكترونيات، ورابطة أجهزة الحوسبة، وجمعية الرياضيات الصناعية والتطبيقية، وجمعية الحاسبات الآلية السعودية، والجمعية السعودية لنقل التقنية والتطور.

## أعمال الكاتب[4]
- الغربة الثانية، دار الساقي للطباعة والنشر، 2005.[5]

## الجوائز
- جائزة علمية من مركز التميز في علوم بيانات ومعلومات الفضاء في مركز غودارد لرحلات الفضاء التابع لوكالة ناسا